# Austrosynthemis cyanitincta
Austrosynthemis cyanitincta es una especie de libélula que habita al suroeste de Australia. Esta especie se encuentra dentro de la familia Synthemistidae. Esta especie es la única perteneciente al género Austrosynthemis.